# Сельское поселение Мочалеевка
Сельское поселение Мочалеевка — муниципальное образование в Похвистневском районе Самарской области.
Административный центр — село Мочалеевка.

## Административное устройство
В состав сельского поселения Мочалеевка входят:
- село Мочалеевка,
- село Первомайск,
- посёлок Пример.

Законом Самарской области от 12 мая 2014 года № 45-ГД упразднён посёлок Подбельщина.